# 鈴木一夫 (評論家)
鈴木 一夫（すずき かずお、1935年 - ）は、日本の文筆家。歴史家。

## 略歴
新潟県生まれ。新潟大学人文学部卒業。
1960年、出版社に入社し、社会科学分野の書籍編集に従事。
1986年、出版プロダクションを設立。1990年頃より個人として、雑誌寄稿・書籍原稿執筆を開始する。

## 著書
- 『上手な話し方 相手の心をつかむ 話の基本からスピーチの実際まで』(ナツメ・ブックス) ナツメ社 1987
- 『マスコミ先生奮闘記』中日新聞本社 1989
- 『水戸黄門紀行』保育社(カラーブックス) 1990
- 『水戸黄門の世界 ある専制君主の鮮麗なパフォーマンス』河出書房新社 1995　「水戸黄門 江戸のマルチ人間・徳川光圀」(中公文庫)
- 『つくられた明君 光圀、義公そして水戸黄門』ニュートンプレス 1998
- 『江戸・もうひとつの風景 大江戸寺社繁昌記』読売新聞社 1998 のち中公文庫
- 『水戸光圀語録 生きつづける合理的精神』中公新書 2002
- 『江戸の温泉三昧 温泉に癒される人々温泉に生きる人々』岩田書院 2010 のち中公文庫

### 共編著
- 『戦いにみる戦略・戦術事典』松田忍共編著. ナツメ社 1992